# Tigri all'assalto
Tigri all'assalto (Tie dao fei hu) è un film d'azione cinese del 2016 diretto da Ding Sheng e interpretato da Jackie Chan. Fu distribuito in Cina il 23 dicembre 2016.
È la storia di un ferroviere che guida una squadra di combattenti per la libertà, con l'obbiettivo di contrastare i giapponesi durante l'occupazione della Cina nel corso della seconda guerra mondiale. Il film riscosse buoni incassi al botteghino.

## Trama
Nel dicembre 1941, il Giappone intraprende un'intensa campagna di occupazione dei vicini Paesi del sud-est asiatico. La ferrovia da Tianjin a Nanchino, nella Cina orientale, diventa di conseguenza una tradotta militare di importanza strategica capitale, e per questo massicciamente sorvegliata dai soldati giapponesi.
Il ferroviere Ma Yuan (Jackie Chan) è a capo di una squadra clandestina di combattenti per la libertà. Avvalendosi della sua profonda conoscenza della rete ferroviaria, lui e i suoi uomini attuano con successo un primo sabotaggio, tendendo un'imboscata ai soldati giapponesi e rubandone i rifornimenti, che saranno destinati ai cinesi affamati. Sebbene i "partigiani" non dispongano di armi vere e proprie, utilizzano efficacemente tutto ciò su cui riescono a mettere le mani, inclusi un martello, pale, traversine di binari abbandonati e treni deragliati. I civili del luogo chiamano gli improbabili eroi le "Tigri della ferrovia".
I guai seri per i combattenti cominciano quando, al fine di eliminarli, i giapponesi inviano rinforzi a Shandong. In un atto di sfida, Ma Yuan concepisce la sua missione più audace e pericolosa: far saltare un ponte ferroviario pesantemente presidiato dalle forze militari giapponesi. Quando i giapponesi vengono a conoscenza di un piano in atto, mirato a tagliare i rifornimenti di truppe cinesi lungo il continente, la posta in gioco si alza ancora di più. Dopo molte occasioni perse e tentativi falliti, il ponte viene fatto saltare in aria dalle sguarnite ma audaci "Tigri della ferrovia".

## Produzione
Il budget stanziato per il film fu di cinquanta milioni di dollari. Il film prevedeva che per le sequenze ferroviarie da girare a Diaobingshan fossero usati veri treni a vapore.

## Distribuzione
Il 1º settembre 2016, Well Go Entertainment annunciò l'acquisizione di Tigri all'assalto per la distribuzione nei territori di lingua inglese tra cui Nord America, Regno Unito, Australia e Nuova Zelanda. Il film uscì a Dicembre in concomitanza con la contemporanea uscita in Cina.

## Accoglienza
Il film incassò ¥215.000.000 ($30.000.000) nel weekend di apertura in Cina. In totale, in Cina incassò ¥697.200.000.
Il film ha una percentuale di gradimento del 38% sul sito web aggregatore di recensioni Rotten Tomatoes, basata su trentaquattro recensioni, con una valutazione media di 5,49/10. Il consenso critico del sito recita: "Le Tigri della ferrovia brillano a sprazzi, ricordandoci dei giorni di gloria di Jackie Chan come star della commedia d'azione, ma sono frustrate da una trama fumosa e da cambiamenti di tono stridenti".
Peter DeBruge di Variety stroncò la pellicola definendola "istantaneamente dimenticabile" e "un pasticcio stanco, spesso incomprensibile". Nick Allen di RogerEbert.com diede al film una stella e mezzo su quattro, giudicandolo poco coinvolgente sia per la mancanza di tensione che per la goffaggine stilistica di una commedia farsesca trattata con serietà, insinuando che "[Tigri all'assalto] non ha la statura necessaria per passare da versione casta di Bastardi senza gloria" Il critico di RogerEbert.com Simon Abrams, tuttavia, ritenne il film perlomeno superiore al successivo film di Chan The Foreigner.
Clarence Tsui di The Hollywood Reporter scrisse una recensione positiva, considerandolo una commedia d'azione "piuttosto efficace"; aggiunse che, nonostante non fosse uno dei migliori film di Chan, "quantomeno realizza il modesto obbiettivo [che si era riproposto]".